# A Pobra do Caramiñal
A Pobra do Caramiñal è un comune spagnolo di 9 972 abitanti situato nella comunità autonoma della Galizia.